# КК Варезе
КК Варезе (итал. Pallacanestro Varese) италијански је кошаркашки клуб из Варезеа. У сезони 2022/23. такмичи се у Серији А Италије.

## О клубу
Клуб је основан 1945. године. У сезони 2007/08. је испао у Другу лигу, али се већ након једне сезоне вратио у виши ранг и од сезоне 2009/10. се такмичи у Серији А Италије.
Са 10 трофеја првака Италије, 4 Купа и 1 Суперкупом, као и 5 трофеја Купа европских шампиона, 2 Купа победника купова и 3 Интерконтинентална купа, Варезе спада међу најтрофејније клубове у Италији.
Клупске боје су црвена и бела.

## Успеси

### Национални
- Првенство Италије:
  - Првак (10): 1961, 1964, 1969, 1970, 1971, 1973, 1974, 1977, 1978, 1999.
  - Вицепрвак (10): 1949, 1962, 1963, 1965, 1966, 1967, 1972, 1975, 1976, 1990.
- Куп Италије:
  - Победник (4): 1969, 1970, 1971, 1973.
  - Финалиста (5): 1972, 1985, 1988, 1999, 2013.
- Суперкуп Италије:
  - Победник (1): 1999.
  - Финалиста (1): 2013.

### Међународни
- Куп европских шампиона:
  - Победник (5): 1970, 1972, 1973, 1975, 1976.
  - Финалиста (5): 1971, 1974, 1977, 1978, 1979.
- Куп победника купова:
  - Победник (2): 1967, 1980.
- Куп Радивоја Кораћа:
  - Финалиста (1): 1985.
- ФИБА Куп Европе:
  - Финалиста (1): 2016.
- Интерконтинентални куп:
  - Победник (3): 1966, 1970, 1973.
  - Финалиста (4): 1967, 1974, 1976, 1977.

## Учинак у претходним сезонама
| Сез.     | Првенство Италије | Куп Италије  | Европско такмичење               | Европско такмичење |
| -------- | ----------------- | ------------ | -------------------------------- | ------------------ |
| 2009/10. | 12. место         | —            | —                                |                    |
| 2010/11. | Четвртфинале ПО   | —            | —                                |                    |
| 2011/12. | Четвртфинале ПО   | —            | —                                |                    |
| 2012/13. | Полуфинале ПО     | Финалиста    | Еврокуп — Топ 32                 |                    |
| 2013/14. | 10. место         | —            | Еврокуп — Прва фаза              |                    |
| 2014/15. | 11. место         | —            | —                                |                    |
| 2015/16. | 9. место          | —            | ФИБА Куп Европе — Финалиста      |                    |
| 2016/17. | 12. место         | —            | ФИБА Лига шампиона — Групна фаза |                    |
| 2017/18. | Четвртфинале ПО   | —            | —                                |                    |
| 2018/19. | 9. место          | Четвртфинале | ФИБА Куп Европе — Полуфинале     |                    |
| 2019/20. | прекинуто         | —            | —                                |                    |
| 2020/21. | 14. место         | —            | —                                |                    |
| 2021/22. | 12. место         | —            | —                                |                    |
| 2022/23. | —                 | Четвртфинале | —                                |                    |

## Имена кроз историју
Кроз своју историју клуб је често мењао име, па се зависно од спонзора звао:
- 1954—1956: Сторм
- 1956—1975: Игнис
- 1975—1978: Мобилђирђи
- 1978—1980: Емерсон
- 1980—1981: Турисанда
- 1981—1983: Кагива
- 1983—1984: Стар
- 1984—1985: Ћао Крем
- 1985—1989: Диварезе
- 1989—1992: Ренџер
- 1992—1997: Кагива
- 1997—1999: без спонзорског назива
- 1999—2001: Варезе Ростерс
- 2001—2004: Метис
- 2004—2005: Касти Груп
- 2005—2007: Вирлпул
- 2007—2014: Кимберио
- 2014—тренутно: Опенџобметис